# عزت مصطفى العاني
عزت مصطفى الأحمد العاني، وزير الصحة في عهد الرئيس عبد السلام عارف والرئيس أحمد حسن البكر، في العراق، ويعتبر تسلسله الثالث في هرم السلطة بعد الرئيس أحمد حسن البكر والنائب صدام حسين ولقد كان همزة الوصل في استلام التعليمات الحزبية من سوريا إلى فؤاد الركابي أمين سر قطر العراق وتتم الاجتماعات في مقهى الچرداغ في منطقة الاعظمية في بغداد.
ولقد أستلم العديد من الوزارت والمناصب ومنها وزارة الصحة، ووزارة العمل والشؤون الاجتماعية، ووزارة البلديات، ونقيب الأطباء، ورئيس مجلس اتحاد وزراء الصحة العرب، وقد تم تكريمه من قبل منظمة الصحة العالمية عام 2007.

## ولادته ونشأته
ولد عزت في قضاء عانة في محافظة الأنبار عام 1925م، في عائلة محبة للعلم والتجارة ومضيافة حيث كان والده عالم دين ومن وجهاء قضاء عانة وأخوته جميعهم معلمين وتجار وكان في داره ديوان ومجلس يلجأ اليهِ الضيف والغريب.
ولقد أكمل دراسته الابتدائية والمتوسطة في قضاء عانة، ثم أكمل دراسته الثانوية في مدرسة ثانوية عادل الأهلية وبعد ذلك دخل كلية الهندسة ولكنه لم يكمل المرحلة الأولى فيها وأنتقل للدراسة في مدينة دمشق في سوريا لدراسة الطب وشارك في القتال والجهاد مع طلاب في الكلية الطبية في الشام عام 1948م، ومنهم شامل السامرائي والطبيب فاضل القدسي وعبد الكريم كنة ضد قوات الاحتلال الفرنسي عند قصف دمشق والتحقوا مع الدرك السوري وشارك مع شباب حزب البعث في حرب فلسطين عام 1948م، في منطقة طوباس في نابلس.

## دراسته وعمله
تخرج عزت مصطفى من كلية الطب في مدينة دمشق عام 1949م، وعند رجوعه إلى العراق التحق كضابط صنف طبيب احتياط وبرتبة نقيب وبعد تسرحه من الخدمة تعين في عدة مستشفيات في مدن العراق منها مدينة الناصرية في مستشفى الملك فيصل الثاني وكذلك في منطقة كربلاء مستشفى طويريج، ونقل إلى الديوانية وتعين مدير صحة الطلاب فيها ثم إلى الرمادي أيضا كمدير صحة الطلاب ونقل بعدها إلى مستشفى السكك حي الشالچية تابع إلى مديرية السكك وبقي فيها لغاية حركة 8 شباط 1963.
وعند محاولة اغتيال الزعيم عبد الكريم قاسم عام 1959 ساهم مع الدكتور تحسين معلة في تجهيز الدكتور تحسين بحقن الكزاز والادوية لمعالجة المصابين اثر حادث الاغتيال.
سافر إلى كليسكو في المملكة المتحدة مع الدكتور شامل السامرائي لنيل شهادة الاختصاص في الأمراض النسائية.
ساهم في عام 1959م، في تأسيس جبهة وطنية مؤلفة من حزب البعث العربي الاشتراكي وحزب الاستقلال محمد صديق شنشل ومن المهنيين أديب الجادر خير الدين حسيب عزت مصطفى وكان دورها تهيئة الجماهير وضم النقابات المهنية عمومًا للتحضير الفعلي للثورة حيث عمل الحزب والجبهة على الاتصال مع العسكريين من ضباط قوميين وضباط مستقلين وقد اصدرت الجبهة جملة من البيانات اهمها البيان الذي اصدرته حول التطورات التي حدثت في شمال العراق عام 1961 واصدرت بيان بمناسبة ذكرى إعدام العناصر عام 1959 وارادت من هذه الذكرى ان تكون حافزاً لتصفية الحكم الفردي.
ومن انجازاته القيمة بناء مستشفى الرازي الأهلي مع مجموعة من الأطباء الاختصاصيين في منطقة العطيفية في بغداد، وأفتتح المستشفى عام 1960 وكان المستشفى بإدارة الطبيب شامل السامرائي، وعمل فيه مجموعة من الأطباء الأختصاصيين في الجراحة والطب والتخدير من أطباء بغداد، وقد تبرع عزت مصطفى بحصتهِ من ملكية المستشفى إلى جمعية الهلال الأحمر عام 2001م.
ساهم في حركة 8 شباط 1963 واستوزر في الوزارة التي شكلت برئاسة أحمد حسن البكر وعين وزيراً للصحة واستوزر مرة ثانية في الوزارة التي شكلت بعد 18 تشرين الثاني عام 1963 كذلك وزيرا للصحة في حكومة طاهر يحيى حتى اواسط 1964 ثم سافر إلى مصر في أول وفد وزاري بعد الثورة مع مجموعة من الأطباء من ضمنهم نقيب الأطباء كامل عارف قفطان والدكتورة لميعة البدري، وانتخب عام 1966 عضوا في القيادة القطرية للحزب وكانت تدار في داره اجتماعات الحزب للتحضير لثورة 17 تموز 1968، وقد انتخب نقيب للاطباء من عام 1967 إلى 1969 وساهم في التبرع الذي فتح في نقابة الأطباء في دعم المجهود الحربي في حرب حزيران 1967، واستدعي من قبل طاهر يحيى رئيس الوزراء لاضافته في التشكيلة الوزارية ورفض وفي ثورة 17 تموز عام 1968م، ساهم في الثورة بشكل فعال واستوزر في حكومة عبد الرزاق النايف وزيرا للصحة إضافة لمنصب عضو قيادة قطرية للحزب، وعضوا في مجلس قيادة الثورة واستوزر في حكومة أحمد حسن البكر بعد ثورة 30 تموز 1968.

## أهم انجازاته في وزارة الصحة
1. التأمين الصحي والعيادات الشعبية.
2. في عام 1973 قام بجولة إلى الأقطار الاوربية والولايات المتحدة الاميركية لجلب الكفائات الطبية والعلمية من لمغتربين العراقيين ومنحهم امتيازات تشجيعية للعودة إلى القطر وعرف بقانون الكفائات الطبية.
3. ساهم في دعم جمعية الهلال الأحمر الفلسطيني عندما طلب الهلال الاحمر مجموعة من سيارات الإسعاف والادوية عام 1970.
4. أنشأ مجموعة من المستشفيات والمستوصفات في انحاء القطر.
5. تطور الطب في العراق في فترة وزارته وعهده أعلى المراحل في العناية بالمريض في الشرق الاوسط والوطن العربي.

ارسل كمبعوث خاص من الرئيس أحمد حسن البكر إلى ليبيا وارسل إلى مصر في حرب اكتوبر برسالة إلى الرئيس انور السادات بعدم إيقاف القتال، وسافر مع الرئيس أحمد حسن البكر إلى الاتحاد السوفيتي وشارك مع النائب صدام حسين في القمة العربية في الرباط عام 1974، وفي اواخر عام 1976 عين وزيراً لوزارة العمل والشؤون الاجتماعية، وأهم انجازاته في هذه الوزارة اقام بما يعرف بندوة انخفاض الانتاجية في المصانع الحكومية والتعديل الوزاري، وفي عام 1977 عين وزيراً للبلديات.

## احداث خان النص
في عام 1977، وفي ذكرى أربعينية الامام الحسين عليه السلام قام مجموعة من أبناء النجف بمظاهرات للمطالبة ببعض حقوقهم، وبالتالي ردت الحكومة بقمع هذه المظاهرة بواسطة اجهزة الأمن وحاصرتهم بالطائرات، وتم اعتقالهم، وعلى اثرها شكلت محكمة خاصة برئاسة الدكتور عزت مصطفى وعضوية حسن العامري وفليح حسن الجاسم، وكانت القرارات حكم ثمانية أشخاص بالإعدام و 12 شخصاً بالسجن باحكام متفاوتة وقد رفض الطبيب عزت مصطفى وفليح حسن الجاسم بالتصديق على هذه الاحكام، ونتيجة لذلك شكل مؤتمر قطري استثنائي على من سُمِّيََا متخاذِلَيْنِ عزت مصطفى وفليح حسن الجاسم، ثم تم طردهم من جميع مناصبهم وعزلهم ثم تعيين الدكتور عزت مصطفى طبيب في منطقة الشرقاط في محافظة نينوى.
ومن المناصب الثانوية الأخرى رئيس جمعية الهلال الأحمر العراقية، ورئيس اتحاد مجلس وزراء الصحة العرب وكانت من مساهماته عند توليه رئاسة مجلس وزراء الصحة العرب انه قام بتاليف كتاب المعجم الطبي العربي مع مجموعة من الأطباء العرب.

## التكريم
كرم بمنحه وسام الرافدين من الدرجة الثانية من النوع المدني ووسام من حكومة تشاد ووسام جمعية الهلال الأحمر العراقي ومجموعة من الاوسمة والانواط من دول أخرى.

## من أقواله
انا اشرف الكرسي لا الكرسي يشرفني لان الكرسي زائل

## أعماله الخيرية
- تبرع بحصته في معمل الطابوق إلى الحكومة العراقية لدعم حملة العمل الشعبي لبناء مساكن للمواطنين.
- تبرع بحصته في مستشفى الرازي إلى الهلال الأحمر العراقي.
- أنشأ جامعين جامع المصطفى في خان بني سعد في محافظة ديالى وجامع المصطفى في منطقة العبيدي في محافظة الأنبار.
- ساهم في إكمال بناء عدة مدارس في محافظة الأنبار وقام بكفالة على نفقته الخاصة لعدة طلاب لاكمال مراحلهم الدراسية

كان من صفاته انه متواضع يحب عمل الخير وينفق في السر على الأعمال الخيرية، وكان حريصاً وليس بخيل، ولا يحب الظهور، كتوماً، ويعتبره الحزبيون الممول الأول للحزب.
سافر سنة 2005 إلى الأردن ثم عاد عام 2009 إلى العراق، وسكن في قضاء عانة في محافظة الانبار وفي عام 2011 سافر إلى ماليزيا مع ابنته وزوجها (ابن اخيه) الدكتور نزيه شعبان، وأحفاده.

## وفاته
توفي في يوم السبت 23 آب 2014م، في مكان اقامته في ماليزيا مع أبنته واحفاده وزوجها الطبيب نزيه شعبان (ابن أخيه) والمقيمين في ماليزيا وأقيم مجلس العزاء في بغداد وفي عمان. ولقد تم دفن جثمانه في مقبرة الكرخ في بغداد.